# Dictyophara anatina
Dictyophara anatina är en insektsart som beskrevs av Puton 1890. Dictyophara anatina ingår i släktet Dictyophara och familjen Dictyopharidae. Inga underarter finns listade i Catalogue of Life.